# Kimmie Meissner
Kimberly Claire „Kimmie” Meissner (ur. 4 października 1989 w Towson) – amerykańska łyżwiarka figurowa, startująca w konkurencji solistek. Uczestniczka igrzysk olimpijskich w Turynie (2006), mistrzyni świata (2006), mistrzyni czterech kontynentów (2007), medalistka zawodów z cyklu Grand Prix, wicemistrzyni świata juniorów( 2005) oraz mistrzyni Stanów Zjednoczonych (2007). Zakończyła karierę amatorską w 2010 roku.
W 2005 roku została drugą Amerykanką (po Tonyi Harding), która w oficjalnych zawodach wykonała potrójnego axla.

## Osiągnięcia
| Zawody                                | 99–00          | 00–01          | 01–02          | 02–03          | 03–04          | 04–05          | 05–06          | 06–07          | 07–08          | 08–09          | 09–10          |                |                |                |                |                |                |
| Międzynarodowe                        | Międzynarodowe | Międzynarodowe | Międzynarodowe | Międzynarodowe | Międzynarodowe | Międzynarodowe | Międzynarodowe | Międzynarodowe | Międzynarodowe | Międzynarodowe | Międzynarodowe | Międzynarodowe | Międzynarodowe | Międzynarodowe | Międzynarodowe | Międzynarodowe | Międzynarodowe |
| ------------------------------------- | -------------- | -------------- | -------------- | -------------- | -------------- | -------------- | -------------- | -------------- | -------------- | -------------- | -------------- | -------------- | -------------- | -------------- | -------------- | -------------- | -------------- |
| Igrzyska olimpijskie                  |                |                |                |                |                |                | 6              |                |                |                |                |                |                |                |                |                |                |
| Mistrzostwa świata                    |                |                |                |                |                |                | 1              | 4              | 7              |                |                |                |                |                |                |                |                |
| Mistrzostwa czterech kontynentów      |                |                |                |                |                |                |                | 1              |                |                |                |                |                |                |                |                |                |
| GP Finał Grand Prix                   |                |                |                |                |                |                |                |                | 6              |                |                |                |                |                |                |                |                |
| GP NHK Trophy                         |                |                |                |                |                |                | 5              |                |                |                | WD             |                |                |                |                |                |                |
| GP Cup of Russia                      |                |                |                |                |                |                |                |                |                | 8              | WD             |                |                |                |                |                |                |
| GP Skate America                      |                |                |                |                |                |                |                | 2              | 1              | 8              |                |                |                |                |                |                |                |
| GP Trophée Eric Bompard               |                |                |                |                |                |                | 5              | 3              | 2              |                |                |                |                |                |                |                |                |
| Międzynarodowe: Kategorie młodzieżowe |                |                |                |                |                |                |                |                |                |                |                |                |                |                |                |                |                |
| Mistrzostwa świata juniorów           |                |                |                |                | 2              | 4              |                |                |                |                |                |                |                |                |                |                |                |
| JGP Finał                             |                |                |                |                | 5              | 3              |                |                |                |                |                |                |                |                |                |                |                |
| JGP w Bułgarii                        |                |                |                |                | 2              |                |                |                |                |                |                |                |                |                |                |                |                |
| JGP we Francji                        |                |                |                |                |                | 2              |                |                |                |                |                |                |                |                |                |                |                |
| JGP w Słowenii                        |                |                |                |                | 1              |                |                |                |                |                |                |                |                |                |                |                |                |
| JGP w Stanach Zjednoczonych           |                |                |                |                |                | 2              |                |                |                |                |                |                |                |                |                |                |                |
| Triglav Trophy                        |                |                |                | 3 N            |                |                |                |                |                |                |                |                |                |                |                |                |                |
| Krajowe                               |                |                |                |                |                |                |                |                |                |                |                |                |                |                |                |                |                |
| Mistrzostwa Stanów Zjednoczonych      | 16 V           | 16 I           |                | 1 N            | 1 J            | 3              | 2              | 1              | 7              | WD             |                |                |                |                |                |                |                |
| Eastern Sectionals                    |                |                |                | 1 N            |                |                |                |                |                |                |                |                |                |                |                |                |                |
| South Atlantic Regionals              | 4 V            | 3 I            | 7 I            | 2 N            |                |                |                |                |                |                |                |                |                |                |                |                |                |

## Nagrody i odznaczenia
- Amerykańska Galeria Sławy Łyżwiarstwa Figurowego – 2020[4]